# Херпетофобија
Херпетофобија је честа специфична фобија, која подразумева аверзију према гмизавцима, најчешће према гуштерима и змијама, али и сличним кичмењацима попут водоземаца. Једна је од најраспрострањенијих животињских фобија, врло слична и повезана са офидиофобијом. Узрокује малу до озбиљну емотивну реакцију, као што је анксиозност, напад панике или најчешће мучнина.
Постоји неколико симптома које херпетофоби показују:
- страх када год је у близини гмизавца или водоземца;
- немогућност да купује у продавницама за животиње ако продају и гмизавце;
- одбијање планинарења, шетњи по природи или других активности током којих постоји могућност да се суочи са гмизавцем;
- вриштање, плакање, дрхтање или хипервентилација када случајно наиђе на рептила којег се плаши.[1]

Ова фобија се може излечити на више начина: психоанализом (индивидуалном терапијом), систематском десензитизацијом, сукобљавањем са својим фобичним мислима, хипнотерапијом, итд. Правилним лечењем може се контролисати и излечити. Међутим, временом се фобије, које нису лечене, могу погоршати и ограничавати живот.